# Benito Masilevu

a Compétitions nationales et continentales officielles uniquement.

b Matchs officiels uniquement.
Dernière mise à jour le 13 juillet 2024.
Benito Masilevu, né le 7 octobre 1989 à Savusavu (Fidji), est un joueur fidjien de rugby à XV et de rugby à sept évoluant au poste d'ailier. Il évolue au sein de l'effectif du Rouen Normandie rugby en Pro D2 depuis 2022.

## Carrière

### En club
Benito Masilevu commence à jouer au rugby dans son pays natal, jouant notamment pour le club amateur de Lomaiviti, tout en représentant l'équipe des Fidji à sept en parallèle.
Après deux bonnes saisons passées à sept, Masilevu est repéré par Nicolas Godignon l’entraîneur en chef du CA Brive et s'engage avec le club corrézien pour un an plus une autre année en option. À la suite de ses très bonnes performances dès le début de la saison 2014-2015, le club active son année optionnelle, portant son contrat jusqu'en 2015-2016. En février 2016, il prolonge à nouveau son contrat, portant son engagement jusqu'en 2018.
En 2018, à la suite de la descente de Brive en deuxième division, il décide de rejoindre le SU Agen.
Il s'engage au FC Grenoble pour deux ans à partir de juillet 2020. En juin 2022, il n'est pas conservé au terme de son contrat, et quitte le club isérois.
Peu de temps après son départ de Grenoble, il est engagé par le club de Rouen, évoluant en Pro D2, pour un contrat d'une saison. Il compense alors le départ surprise de l'international algérien Nadir Megdoud vers le Stade français. Auteur d'une bonne première saison, il prolonge ensuite son contrat pour une année supplémentaire. En février 2024, il prolonge à nouveau son contrat avec le club normand, cette fois pour deux saisons supplémentaires.

### En équipe nationale
Il est entre 2013 et 2014 international dans l'équipe des Fidji de rugby à sept, amassant un total de 74 sélections et inscrivant 40 essais (200 points). Dans ce sport, il joue au poste de talonneur.
Il est appelé pour la première fois avec l'équipe des Fidji de rugby à XV en juin 2015. Il obtient sa première cape le 11 juillet 2015 à l'occasion d'un test-match contre l'équipe des Māori de Nouvelle-Zélande à Suva.
Masilevu participe à la préparation pour la Coupe du monde 2015 en Angleterre, mais n'est finalement pas retenu dans le groupe définitif. Il participe ensuite à la Coupe des nations du Pacifique en 2016, 2017 et 2018, que son équipe remporte à chaque fois,.

## Palmarès
- Vainqueur de la Coupe des nations du Pacifique en 2016, 2017 et 2018.

## Statistiques
- 9 sélections avec les Fidji entre 2015 et 2018.
- 0 point.